# Daniel Carr
Daniel Carr, född 1 november 1991 i Sherwood Park, är en kanadensisk professionell ishockeyspelare som spelar för National League-laget HC Lugano.
Han har tidigare spelat på NHL-nivå för Nashville Predators, Vegas Golden Knights och Montreal Canadiens och på lägre nivåer för Milwaukee Admirals, Chicago Wolves, Rocket de Laval, St. John's Icecaps och Hamilton Bulldogs i AHL, HC Lugano i NL och Union Dutchmen (Union College) i NCAA.
Carr blev aldrig draftad av någon NHL-organisation.
Han skrev på ett ettårskontrakt värt 750 000 dollar med Vegas Golden Knights den 1 juli 2018.

## Statistik
| 2005–06     | Leduc Oil Kings Bantam AAA | AMBHL       | 34  | 29 | 56 | 85  | 34  | 9  | 8  | 8  | 16 | —  |
| 2006–07     | Leduc Oil Kings Midget 15  | REMHL       | 30  | 17 | 30 | 47  | —   | —  | —  | —  | —  | —  |
| 2007–08     | St. Albert Steel           | AJHL        | 62  | 16 | 11 | 27  | 36  | —  | —  | —  | —  | —  |
| 2008–09     | St. Albert Steel           | AJHL        | 59  | 27 | 28 | 55  | 81  | —  | —  | —  | —  | —  |
| 2009–10     | St. Albert Steel           | AJHL        | 30  | 24 | 30 | 54  | 15  | —  | —  | —  | —  | —  |
|             | Powell River Kings         | BCHL        | 22  | 10 | 17 | 27  | 14  | 23 | 15 | 11 | 26 | 10 |
| 2010–11     | Union Dutchmen             | NCAA        | 40  | 20 | 15 | 35  | 28  | —  | —  | —  | —  | —  |
| 2011–12     | Union Dutchmen             | NCAA        | 41  | 20 | 20 | 40  | 30  | —  | —  | —  | —  | —  |
| 2012–13     | Union Dutchmen             | NCAA        | 40  | 16 | 16 | 32  | 26  | —  | —  | —  | —  | —  |
| 2013–14     | Union Dutchmen             | NCAA        | 39  | 22 | 28 | 50  | 28  | —  | —  | —  | —  | —  |
| 2014–15     | Hamilton Bulldogs          | AHL         | 76  | 24 | 15 | 39  | 21  | —  | —  | —  | —  | —  |
| 2015–16     | Montreal Canadiens         | NHL         | 23  | 6  | 3  | 9   | 8   | —  | —  | —  | —  | —  |
|             | St. John's Icecaps         | AHL         | 24  | 10 | 11 | 21  | 10  | —  | —  | —  | —  | —  |
| 2016–17     | Montreal Canadiens         | NHL         | 33  | 2  | 7  | 9   | 6   | —  | —  | —  | —  | —  |
|             | St. John's Icecaps         | AHL         | 19  | 6  | 5  | 11  | 2   | —  | —  | —  | —  | —  |
| 2017–18     | Montreal Canadiens         | NHL         | 38  | 6  | 10 | 16  | 8   | —  | —  | —  | —  | —  |
|             | Laval Rocket               | AHL         | 20  | 11 | 8  | 19  | 14  | —  | —  | —  | —  | —  |
| 2018–19     | Vegas Golden Knights       | NHL         | —   | —  | —  | —   | —   | —  | —  | —  | —  | —  |
| NHL totalt  | NHL totalt                 | NHL totalt  | 94  | 14 | 20 | 34  | 22  | —  | —  | —  | —  | —  |
| AHL totalt  | AHL totalt                 | AHL totalt  | 139 | 51 | 39 | 90  | 47  | —  | —  | —  | —  | —  |
| NCAA totalt | NCAA totalt                | NCAA totalt | 160 | 78 | 79 | 157 | 112 | —  | —  | —  | —  | —  |